# 53 temperamentos iguais
Na música, 53 temperamentos iguais, chamados 53 TET (53 Tons em Eqüi-Temperamento), 53 EDO (53 Eqüi-Divisões da Oitava) ou 53 ET, são a escala temperada derivada da divisão da oitava em 53 etapas iguais (relações de frequência iguais) (Playⓘ) Cada passo representa uma taxa de frequência de 2 1⁄53 ou 22,6415 centes (Playⓘ), um intervalo às vezes chamado de coma Holdrian.
O intervalo de 7⁄4 é de 4,8 cêntimos em sustenido no 53-EDO, e usá-lo para harmonia de 7 limites significa que o cleisma septimal (playⓘ)., o intervalo 225⁄224, também é moderado.

## Por que 53?

Ciclo de 12 quintas justas, acrescentando-se rad a cada passo. Observe que a afinação justa resulta em uma assimetria nas distâncias entre cada semitom.

Ciclo de 53 quintas justas, acrescentando-se rad a cada passo. Observe que, depois de 12, a primeira vez em que o ciclo é fechado com assimetrias relativamente baixas, é após 53 quintas.

A afinação pitagórica (ou temperamento pitagórico) é um sistema de entonação justa no qual intervalos de exatamente {\displaystyle {\frac {2}{3}}} (também notados como 2:3) são usados para obterem-se as frequências conseguintes. Na música, intervalos 2:3 são chamados "quintas", por abrangerem 5 posições na pauta musical. Intervalos 1:2 são nomeados "oitavas" (por abrangerem 8 posições na pauta) e levam diretamente à próxima aparição da mesma nota.
Tomando-se uma frequência inicial equivalente a uma certa nota, ao percorrer-se uma sequência (ascendente ou descendente) de quintas, jamais se chega à mesma nota, já que a equação {\displaystyle {\frac {3}{2}}^{x}=2^{y}} não possui solução para x e y inteiros. Entretanto, é possível chegar bem próximo da mesma nota. A primeira vez que isso ocorre é ao subirem-se 12 quintas e descerem-se 7 oitavas. Chega-se, então, a uma frequência próxima à de partida. O erro ou diferença, nesse caso, é chamado de comma pitagórico = {\displaystyle {\frac {1,5^{12}}{2^{7}}}=1,013643265}, equivalendo a cerca de 1/4 de um semitom. Essa é a diferença real entre, por exemplo, C e B#. Por esse motivo, 12 é o número de divisões de oitava mais usado.[carece de fontes?]. Se continuarmos percorrendo um ciclo de quintas, chegamos novamente a uma frequência ainda mais próxima da inicial após correr 53 quintas e voltar 31 oitavas. Essa é a segunda ocorrência, proporcionando, agora, um erro ainda bem menor, o comma de Mercator: {\displaystyle {\frac {1,5^{53}}{2^{31}}}=1,002090314}. A terceira ocorrência seria após 306 quintas. Para todas essas ocorrências, temos não somente um erro cada vez menor como também espectro de subdivisões da oitava aproximadamente equidistante. Todavia, o sistema 53 EDO aqui tratado não é de afinação pitagórica, mas de iguais subdivisões da oitava. Assim como o 12 EDO, ele aproxima o sistema de afinação pitagórica de tal maneira que todos os intervalos sejam equidistantes.

## História
Desde a antiguidade, já havia interesse técnico na matemática da divisão de uma oitava. Ching Fang (78-37 AC), um músico teórico Chinês, já percebera que uma série de 53 quintas é aproximadamente igual a 31 oitavas. Ele calculara com uma precisão de 6 dígitos de acurácia. Mais tarde, no século XVII, Nicholas Mercator calculou tal valor com precisão como sendo {\displaystyle 3^{53}/2^{84}}. Hoje, tal intervalo é conhecido como comma de Mercator e equivale a aproximadamente 3,615 cêntimos. O sistema 53 EDO encurta as quintas em 1/53 desse comma ou cerca de 0,0682 cêntimo ou 1/315 comma sintônicos ou 1/355 comma pitagóricos.

## Notação

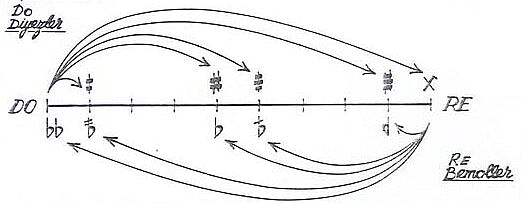
Notação usada na música clássica otomana, na qual cada tom é dividido em 9 commas

Com o intuito de se usar a notação tradicional, sete notas nomeadas seguidas de sustenido ♯ ou bemol ♭ podem acabar tornando tudo confuso. Este não é o caso de 19 EDO ou 31 EDO nos quais há pouca ambigüidade. Por não ser mesotônico, acabam aparecendo problemas que requerem certa atenção. Especificamente, a terça maior é diferente de um ditom, cada um do qual é duas quintas menos uma oitava. Da mesma forma, a terça menor é diferente de um semiditom. O facto de que o comma sintônico não é temperado significa que notas e intervalos precisam ser definidos mais precisamente. A música clássica otomana usa uma notação de bemóis e sustenidos para um tom dividido em 9 commas.
Neste artigo, a notação diatônica será usada criando a seguinte escala cromática, na qual sustenidos e bemóis não são enarmônicos, somente E e B são enarmonicamente equivalente a F e C, respectivamente. Para outras notas, bemóis e sustenidos triplos e quádruplos não são enarmônicos.
C, C♯, C, C♯, C, D, D♭, D, D♭,
D, D♯, D, D♯, D, E, E♭, E, E♭,
E, E♯, E/F, F♭,
F, F♯, F, F♯, F, G, G♭, G, G♭,
G, G♯, G, G♯, G, A, A♭, A, A♭,
A, A♯, A, A♯, A, B, B♭, B, B♭,
B, B♯, B/C, C♭, C

## Tamanho de intervalos
Pelo facto de a distância de 31 passos nesta escala ser quase precisamente igual à quinta justa, em teoria esta escala pode ser considerada uma forma levemente temperada da afinação pitagórica que foi estendida a 53 tons. Como tal, os intervalos disponíveis podem ter as mesmas propriedades de qualquer afinação pitagórica, como quintas que são praticamente puras, terças maiores somente um pouco alargadas: 81⁄64 em comparação à pura terça maior 5⁄4, e terças menores que são só um pouco mais curtas (32⁄27 comparado a 6⁄5).
Não obstante, o sistema 53-EDO contém intervalos adicionais que estão muito próximos à entonação justa. Por exemplo, o intervalo de 17 passos é igualmente uma terça maior, mas apenas 1,4 cêntimos mais estreito que o intervalo justo 5⁄4. 53-EDO é muito bom como uma aproximação a qualquer intervalo em entonação justa de 5 limites.
Os casamentos de intervalos justos envolvendo o 7º harmônico são levemente menos próximos, mas todos esses tais intervalos ainda são casados, tendo 7⁄5 tritom como mais alto desvio. O 11º harmônico e os intervalos envolvendo-o são casados com menor proximidade, como ilustrado na tabela abaixo com as segundas e terças neutras em décima-primeira.
| Nome do intervalo                          | Size (passos) | Size (cêntimos) | Razão justa | Razão justa em cents | Erro  |
| oitava                                     | 53            | 1200            | 2:1         | 1200                 | 0     |
| sétima harmônica                           | 43            | 973.59          | 7:4         | 968.83               | +4.76 |
| sexta maior                                | 39            | 882.96          | 5:3         | 884                  | −1.04 |
| quinta perfeita                            | 31            | 701.89          | 3:2         | 701.96               | −0.07 |
| tritom diatônico                           | 26            | 588.68          | 45:32       | 590.22               | −1.54 |
| tritom septimal                            | 26            | 588.68          | 7:5         | 582.51               | +6.17 |
| classic tritom                             | 25            | 566.04          | 25:18       | 568.72               | −2.68 |
| tritom décimo-primeiro                     | 24            | 543.40          | 11:8        | 551.32               | −7.92 |
| quinta duplamente diminuta                 | 24            | 543.40          | 512:375     | 539.10               | +4.30 |
| quarta aumentada em décima-primeira        | 24            | 543.40          | 15:11       | 536.95               | +6.45 |
| quarta aguda                               | 23            | 520.76          | 27:20       | 519.55               | +1.21 |
| quarta perfeita                            | 22            | 498.11          | 4:3         | 498.04               | +0.07 |
| quarta grave                               | 21            | 475.47          | 320:243     | 476.54               | −1.07 |
| quarta estreita em sétima                  | 21            | 475.47          | 21:16       | 470.78               | +4.69 |
| terça aumentada clássica                   | 20            | 452.83          | 125:96      | 456.99               | −4.16 |
| terça aumentada tridécima                  | 20            | 452.83          | 13:10       | 454.21               | −1.38 |
| terça maior em sétima                      | 19            | 430.19          | 9:7         | 435.08               | −4.90 |
| quarta diminuta clássica                   | 19            | 430.19          | 32:25       | 427.37               | +2.82 |
| ditom pitagórico                           | 18            | 407.54          | 81:64       | 407.82               | −0.28 |
| terça maior justa                          | 17            | 384.91          | 5:4         | 386.31               | −1.40 |
| terça maior grave                          | 16            | 362.26          | 100:81      | 364.80               | −2.54 |
| terça nêutra, tridécima                    | 16            | 362.26          | 16:13       | 359.47               | +2.79 |
| terça nêutra, décima-primeira              | 15            | 339.62          | 11:9        | 347.41               | −7.79 |
| terça menor aguda                          | 15            | 339.62          | 243:200     | 337.15               | +2.47 |
| terça menor justa                          | 14            | 316.98          | 6:5         | 315.64               | +1.34 |
| semiditom                                  | 13            | 294.34          | 32:27       | 294.13               | +0.21 |
| Segunda aumentada clássica                 | 12            | 271.70          | 75:64       | 274.58               | −2.88 |
| terça menor em sétima                      | 12            | 271.70          | 7:6         | 266.87               | +4.83 |
| terça diminuta clássica                    | 11            | 249.06          | 144:125     | 244.97               | +4.09 |
| tom inteiro em sétima                      | 10            | 226.41          | 8:7         | 231.17               | −4.76 |
| terça diminuta                             | 10            | 226.41          | 256:225     | 223.46               | +2.95 |
| tom inteiro, tom maior                     | 9             | 203.77          | 9:8         | 203.91               | −0.14 |
| tom inteiro, tom menor                     | 8             | 181.13          | 10:9        | 182.40               | −1.27 |
| segunda nêutra, décima-primeira alargada   | 7             | 158.49          | 11:10       | 165.00               | −6.51 |
| segunda nêutra, tom inteiro grave          | 7             | 158.49          | 800:729     | 160.90               | −2.41 |
| segunda nêutra, décima primeira estreitada | 7             | 158.49          | 12:11       | 150.64               | +7.85 |
| segunda nêutra, limma larga                | 6             | 135.85          | 27:25       | 133.24               | +2.61 |
| Semitom pitagórico maior                   | 5             | 113.21          | 2187:2048   | 113.69               | −0.48 |
| semitom diatônico justo                    | 5             | 113.21          | 16:15       | 111.73               | +1.48 |
| limma maior                                | 4             | 90.57           | 135:128     | 92.18                | −1.61 |
| semitom pitagórico menor                   | 4             | 90.57           | 256:243     | 90.22                | +0.34 |
| just semitom cromático                     | 3             | 67.92           | 25:24       | 70.67                | −2.75 |
| diese justa                                | 2             | 45.28           | 128:125     | 41.06                | +4.22 |
| comma sintônico                            | 1             | 22.64           | 81:80       | 21.51                | +1.14 |